# Editoriale Campi
Pour les articles homonymes, voir Campi (homonymie).
La Editoriale Campi est une maison d’édition italienne, surtout connue comme éditrice de l’almanach et du calendrier Barbanera.

## Historique
Fondée en 1892 à Foligno par Giuseppe Campi, elle se spécialise depuis les premières années de son activité dans la production de publications à diffusion populaire, comme les « pianeti della fortuna » (planètes de la chance), prévisions imprimées sur des feuillets colorés, ou les feuillets volants qui reportaient en rimes des faits miraculeux et des faits divers. Toutes ces éditions étaient distribuées à l'époque pour les foires et les marchés par les colporteurs.
Dans les années 1930, la maison d’édition devient le principal producteur italien de feuillets musicaux volants grand format, qui contenaient les textes des chansons en vogue à la radio, puis à la télévision.
En 1939, elle commence à imprimer le périodique Il Canzoniere della radio et en 1952  le premier magazine musical italien : Sorrisi e Canzoni d’Italia, qui fut plus tard dénommé TV Sorrisi e Canzoni.
Depuis la seconde moitié du XXe siècle elle détient en exclusivité tous les droits liés à la marque Barbanera.
Depuis le 2020, la société Editoriale Campi est inscrite au prestigieux Registre des entreprises historiques italiennes consultable sur le site d'Unioncamere.